# Molophilus (Molophilus) perseus
Molophilus (Molophilus) perseus is een tweevleugelige uit de familie steltmuggen (Limoniidae). De soort komt voor in het Neotropisch gebied.